# 센주지
센주지(専修寺), 일명 다카다야마(高田山)는 정토진종 다카다파의 본산인 두 개의 불교 사찰을 일컫는다. 현재의 본산인 혼잔 센주지는 15세기에 창건되었으며 미에현에 위치한다. 원래의 본산인 혼지 센주지는 1225년에 창건되었으며 도치기현에 위치한다. 두 사찰은 동일한 주지 스님이 관할한다.

## 혼지 센주지
혼지 센주지 (本寺専修寺)는 1225년 정토진종의 창시자인 신란이 창건하였다. 전설에 따르면 한 아이가 신란에게 나타나 씨앗과 지팡이를 주었고, 신란은 이를 이곳에 심어 사찰을 세웠다고 한다. 역사 문헌에 따르면 센주지는 모오카 성의 영주인 오우치씨의 후원으로 건립되었으며, 젠코지 양식의 아미타 삼존불을 봉안하고 신란의 가장 가까운 제자 중 한 명인 신부쓰에게 맡겨졌다. 이 사찰은 일본 동부의 종파와 관련된 24개 사찰 순례길에서 2위에 해당했다. 신란은 에치고 유배에서 돌아온 후 이곳에 거주하며 설법을 했다.
창건 직후 센주지는 칙원사로 지정되었고 신란은 이곳을 활동의 중심지로 삼았다. 신란은 "다카다 마도"를 저술하고 자주 자신의 교지를 담은 서신과 손수 베낀 책을 교토로 보냈다. 이 가르침들은 정토진종 내 "다카다 학파"의 기초를 이룬다. 신란은 교토로 돌아가기 전 7년 동안 이곳에 거주했으며, 그의 추종자들은 이곳을 일본 동부에서 그의 가르침을 전파하는 중요한 중심지로 만들었다. 신란 사후 15세기 중반 렌뇨의 가르침이 인기를 얻으면서 부흥하기 전까지 쇠퇴했다. 센고쿠 시대에 화재로 소실되었고, 에도 시대에 재건되었지만 정토진종의 해당 종파의 지도권은 미에현의 혼잔 사찰로 넘어갔다.
이 사찰의 현재 건물은 주로 에도 시대 초기의 재건에서 비롯되었다. 경내는 1967년에 국가 사적으로 지정되었다. 사찰의 여러 건물은 국가 중요문화재로 지정되어 있다.

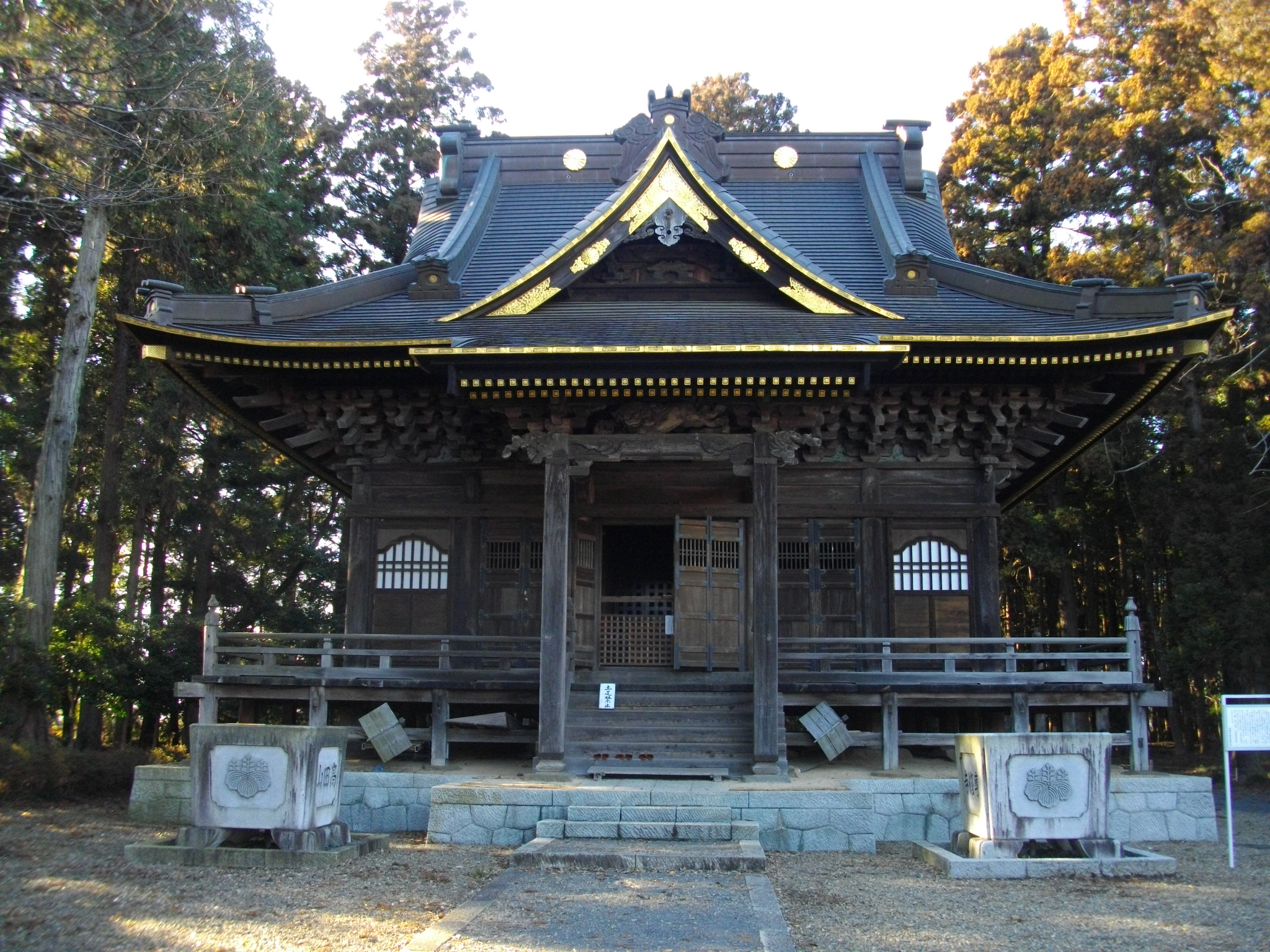
뇨라이도, 1701년 건립, ICP
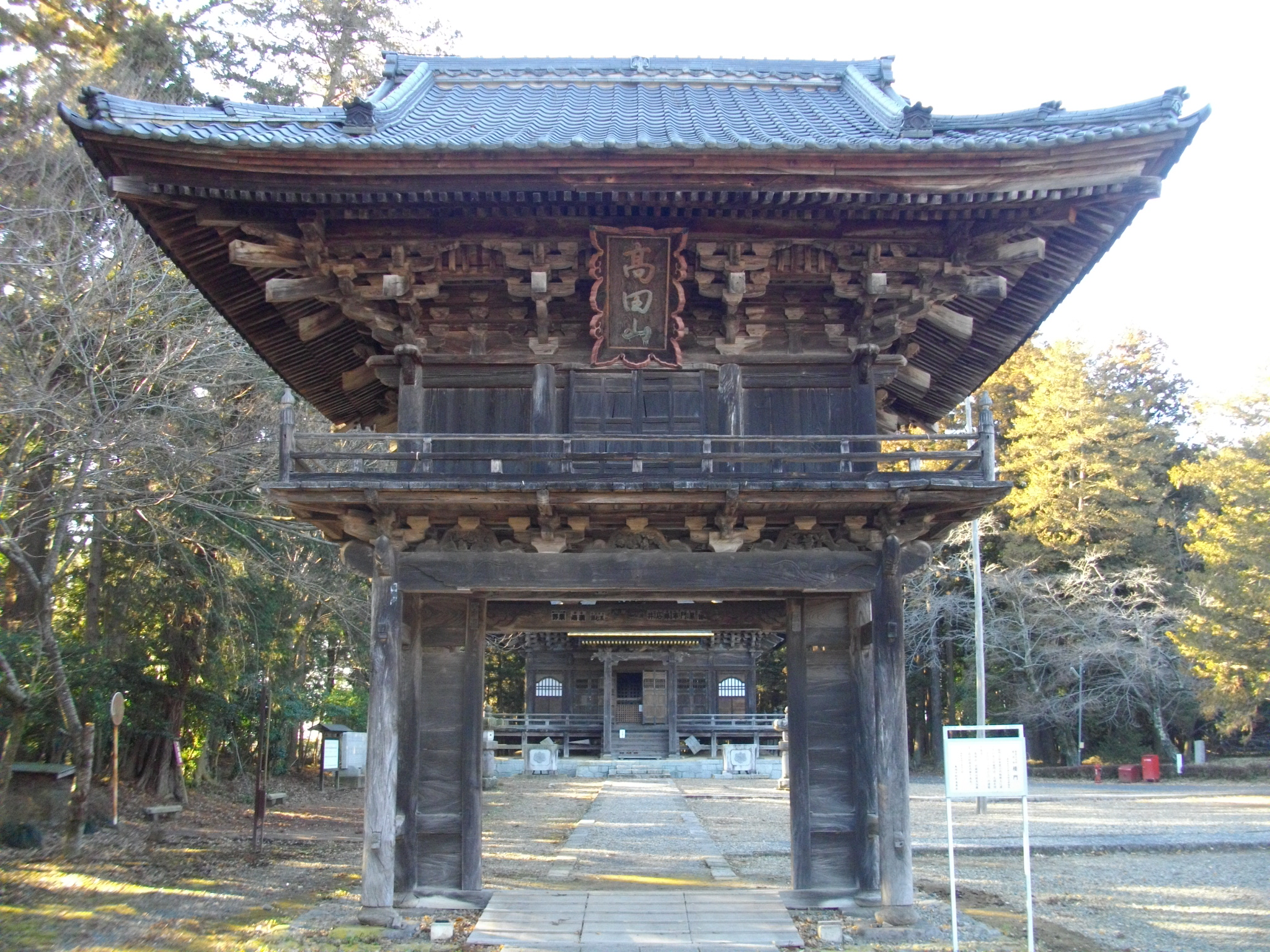
로몬, 1688-1703년 건립, ICP
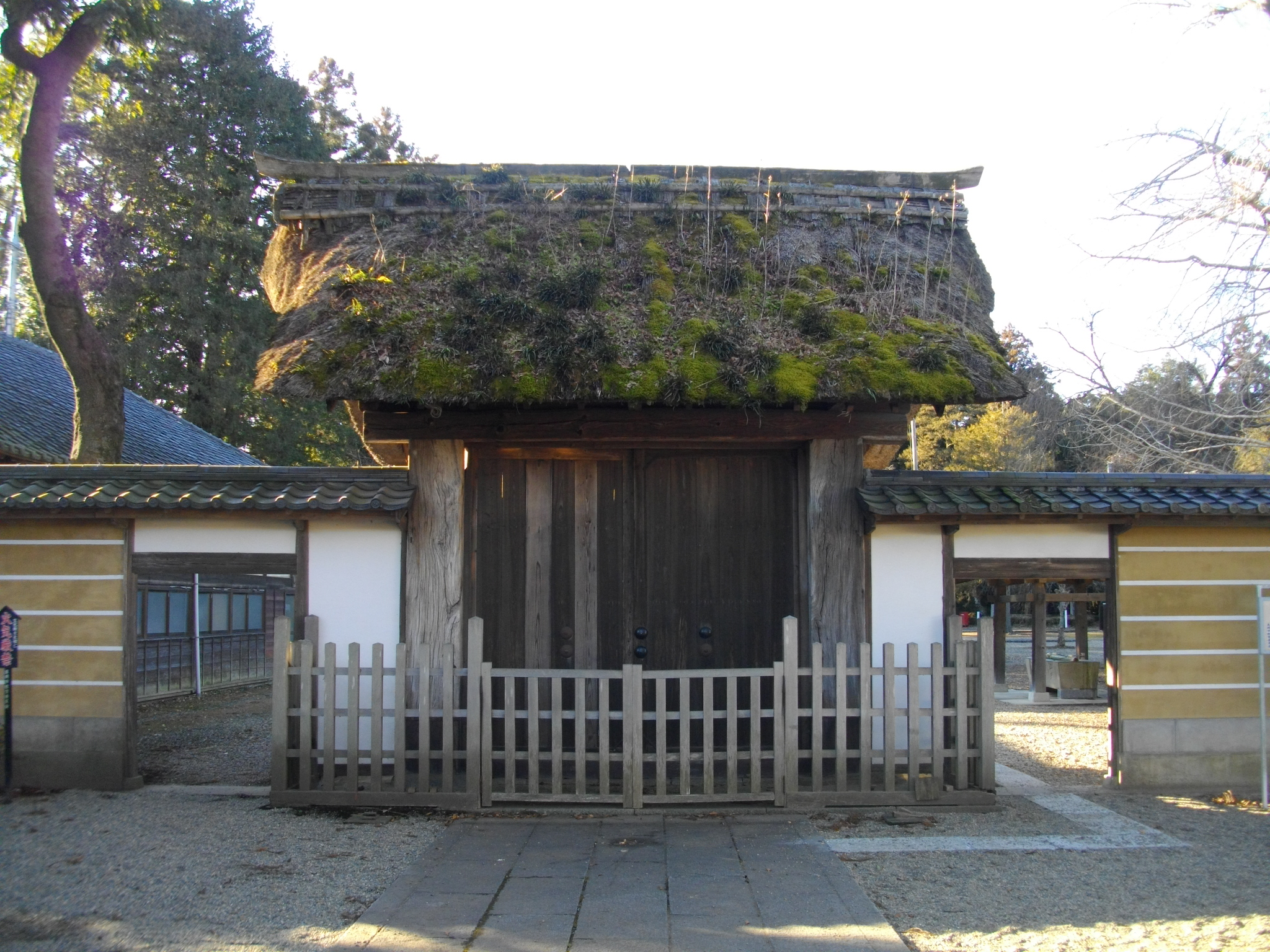
소몬, 1615-1660년 건립, ICP

## 혼잔 센주지

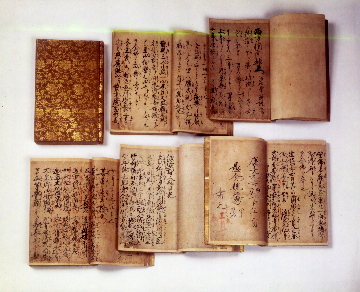
서방시남초(西方指南抄)

미에현 쓰시에 있는 혼잔 센주지 (本山専修寺)는 전통적으로 다카다에서 온 승려 신네가 창건했다고 전해진다. 그 전신은 무량수지라는 사찰이었을 수 있는데, 이 사찰은 조정 및 귀족 문화와 밀접한 관련이 있었다. 1478년에는 칙원사로 지정되었고 1574년에는 황족이 주지로 임명되는 몬제키 사찰이 되었다.
건물로는 18세기 화재에서 살아남아 국보로 지정된 미에이도(1666)와 뇨라이도(1748)가 있다.
사찰에 보존된 중요문화재로는 회화, 불상, 문서 등이 있다.
서방시남초 (西方指南抄, saihō shinanshō)는 신란의 스승인 호넨의 말씀, 가르침, 수행을 담은 6권의 편집본이다. 판권장에 따르면 신란은 84세에 이 책을 썼다. 이것은 동종 최초의 가장 오래된 1차 자료이며 신란의 말년 저작 중 친필본으로 가장 잘 증명된 것이다. 1953년에 국보로 지정되었다.

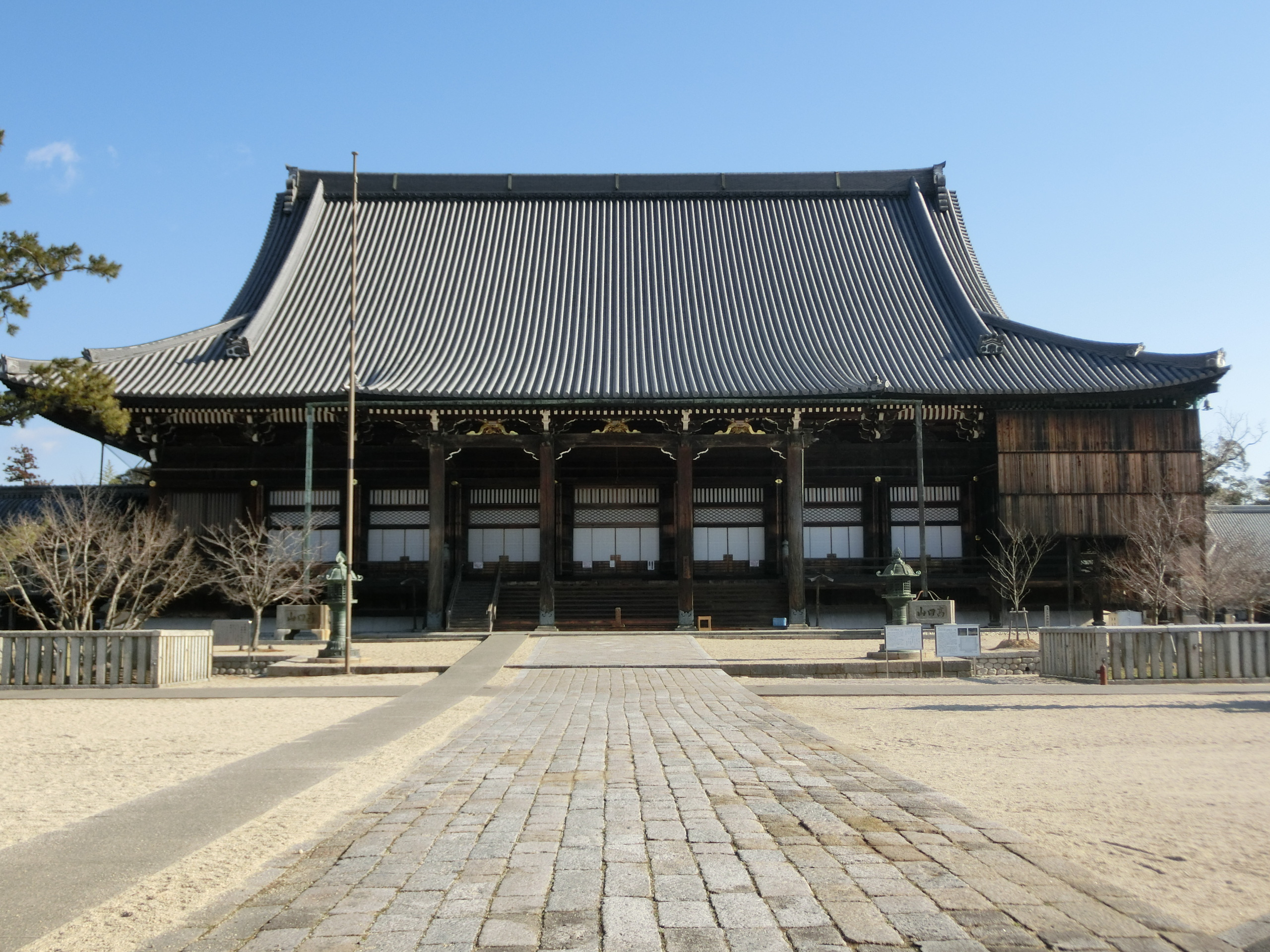
혼잔 센주지 미에이도 (국보)
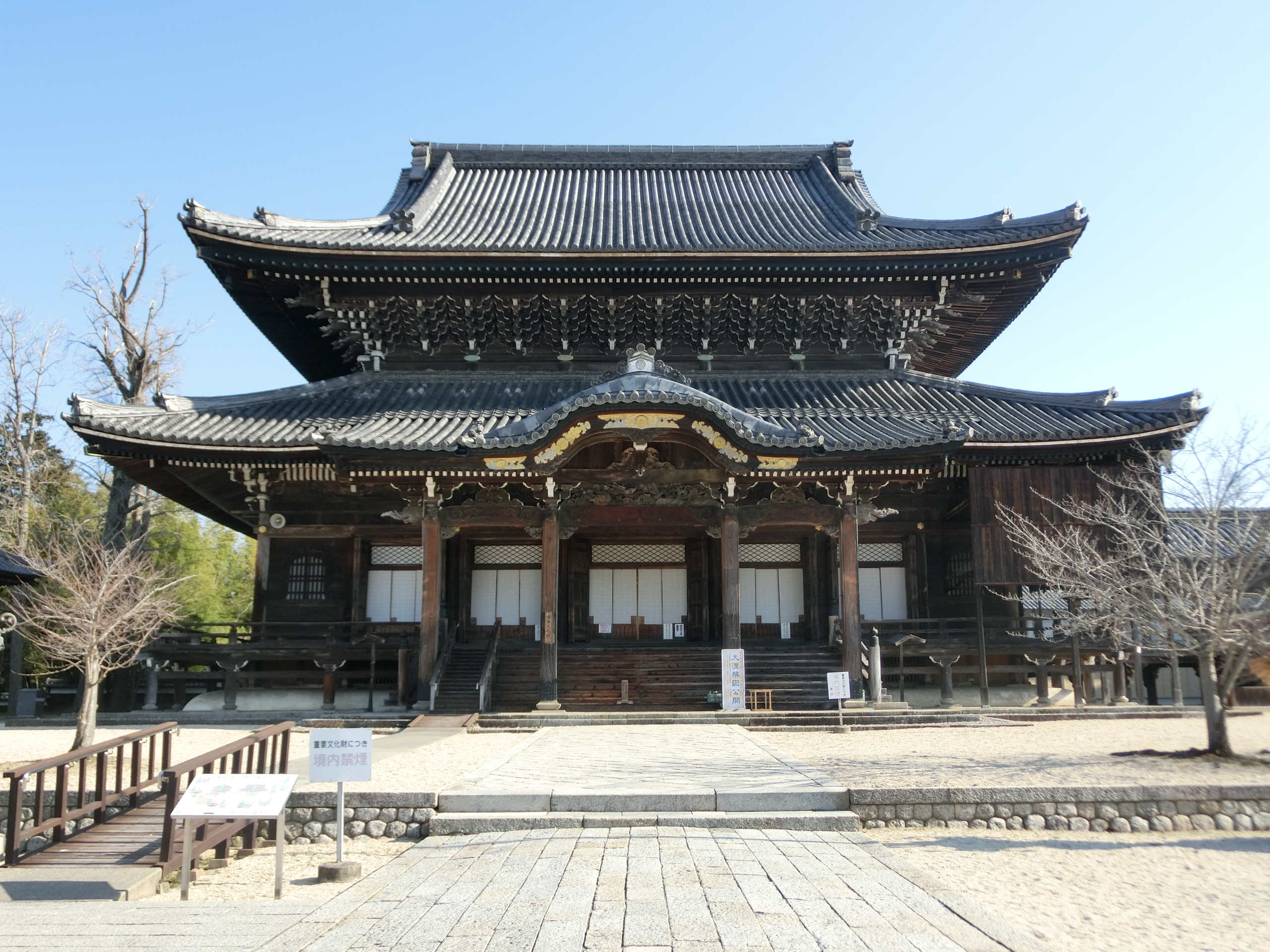
혼잔 센주지 뇨라이도 (국보)
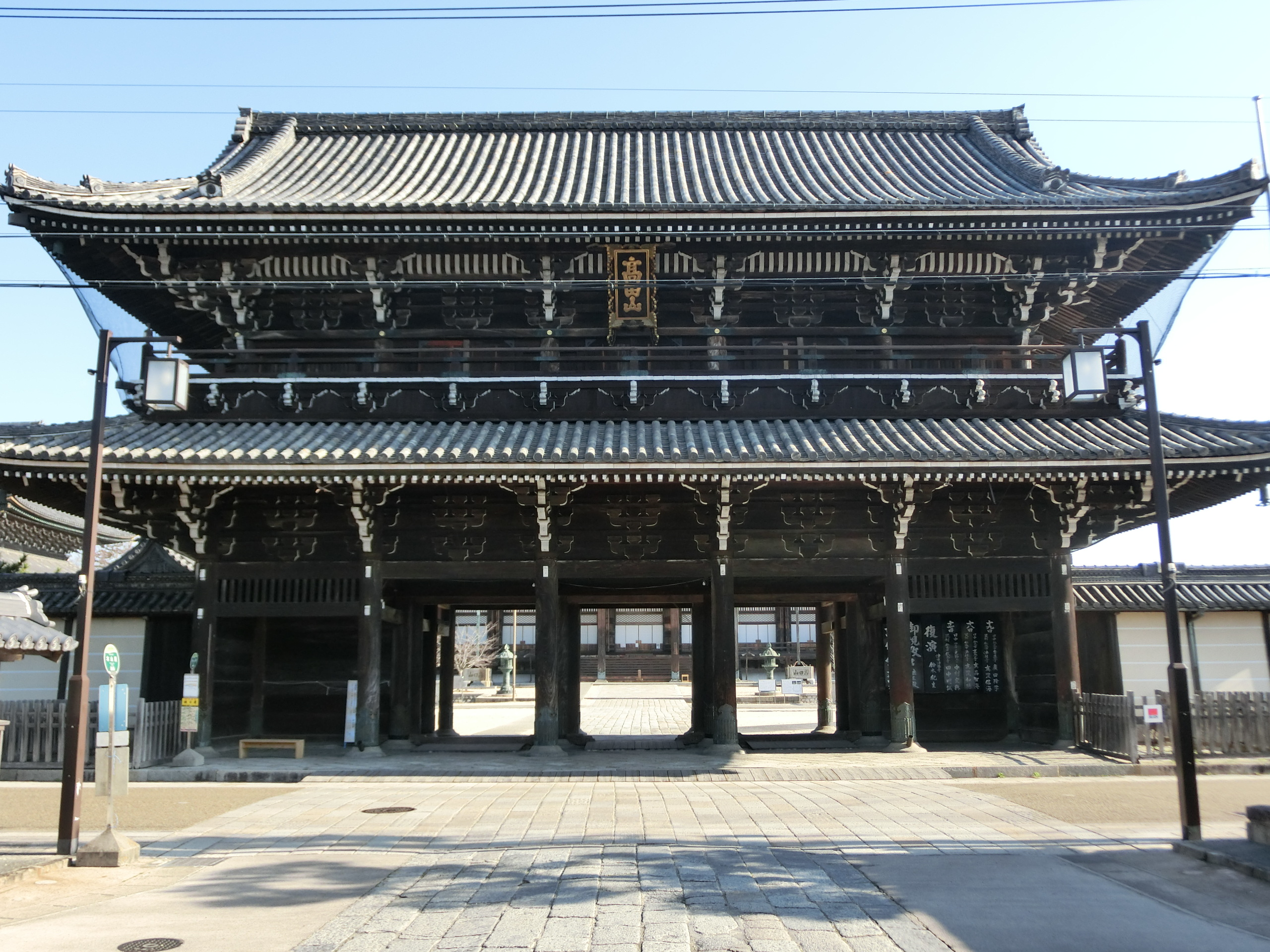
혼잔 센주지 산몬
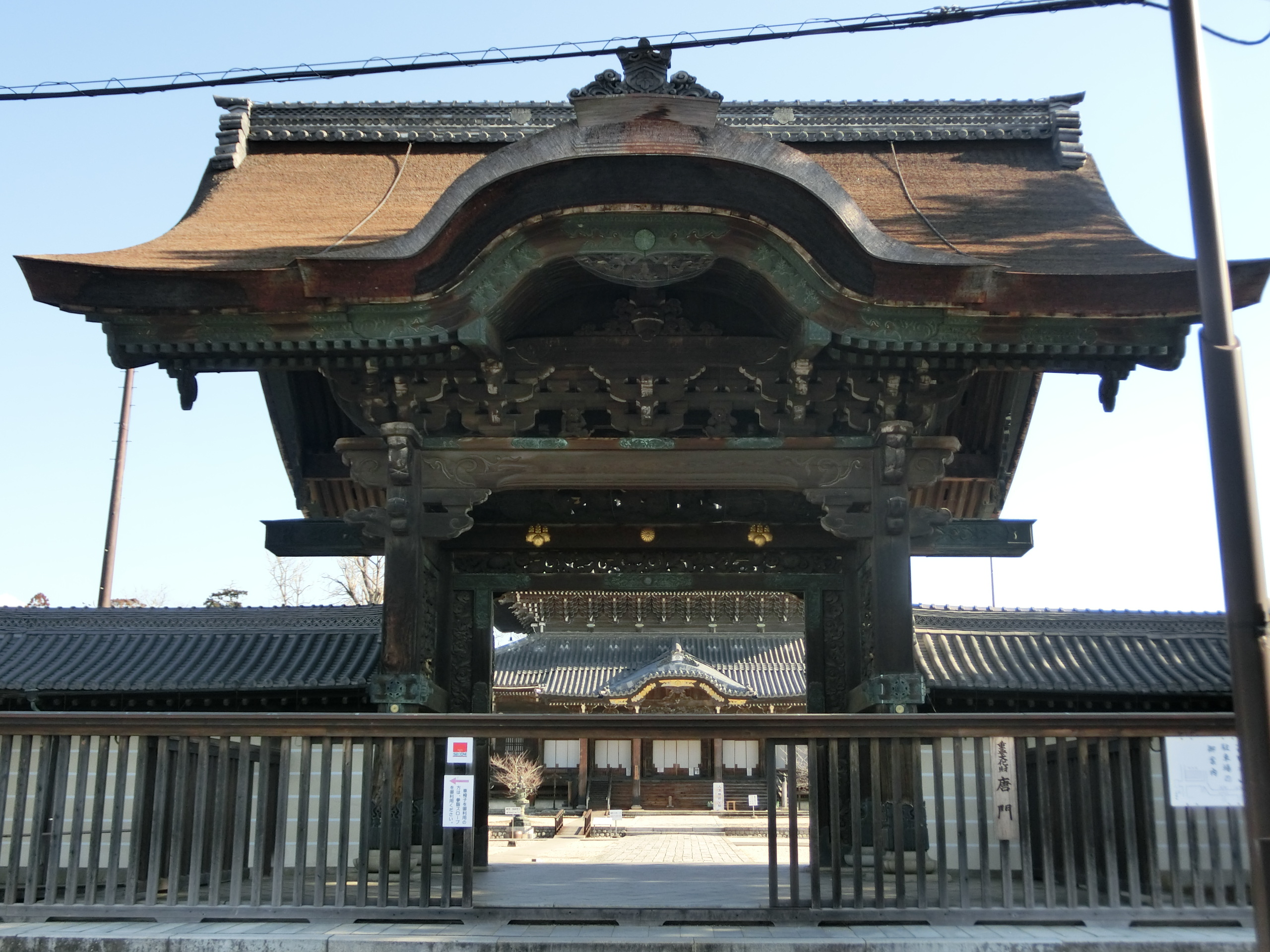
혼잔 센주지 카라몬
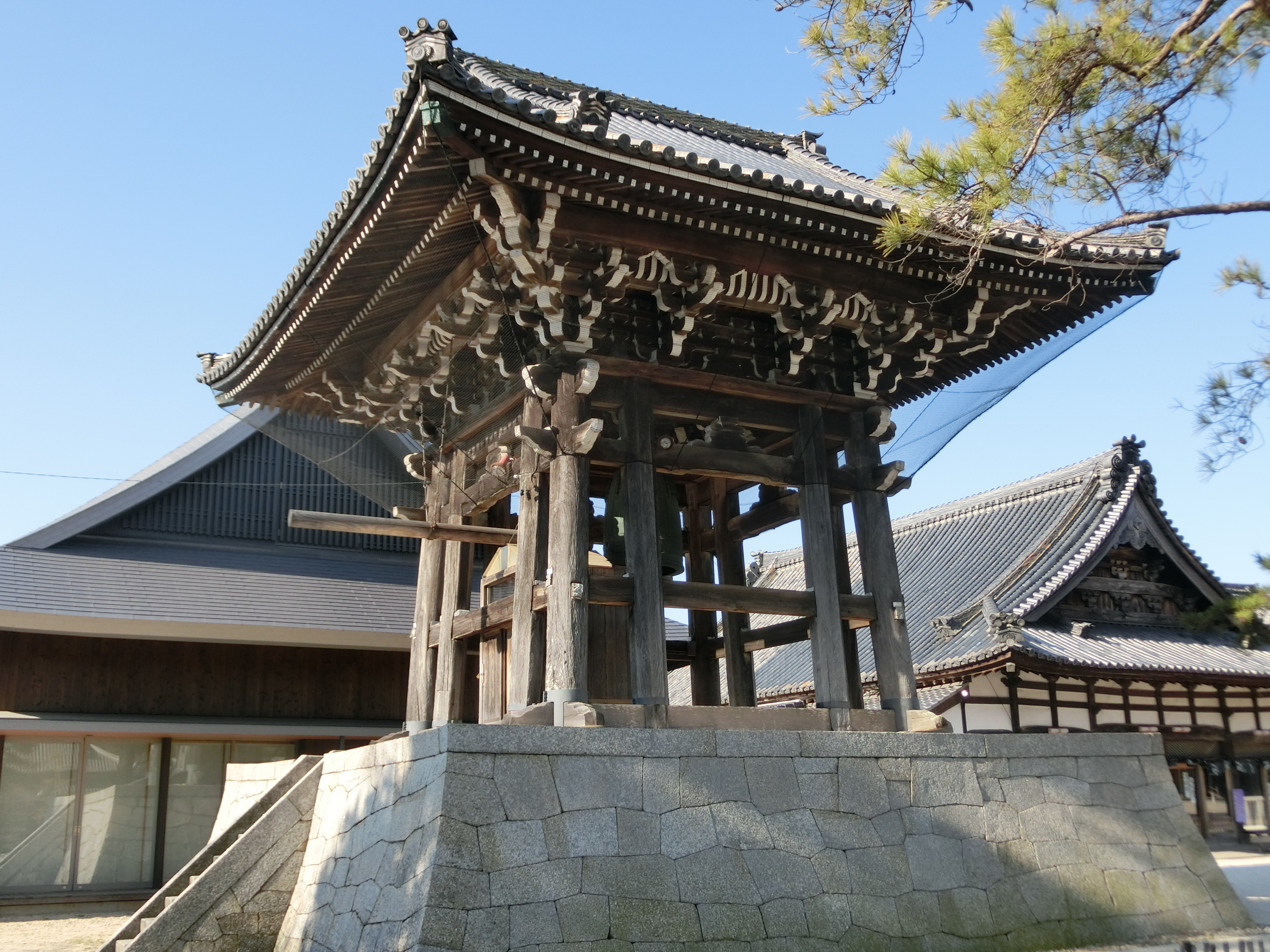
혼잔 센주지 쇼로
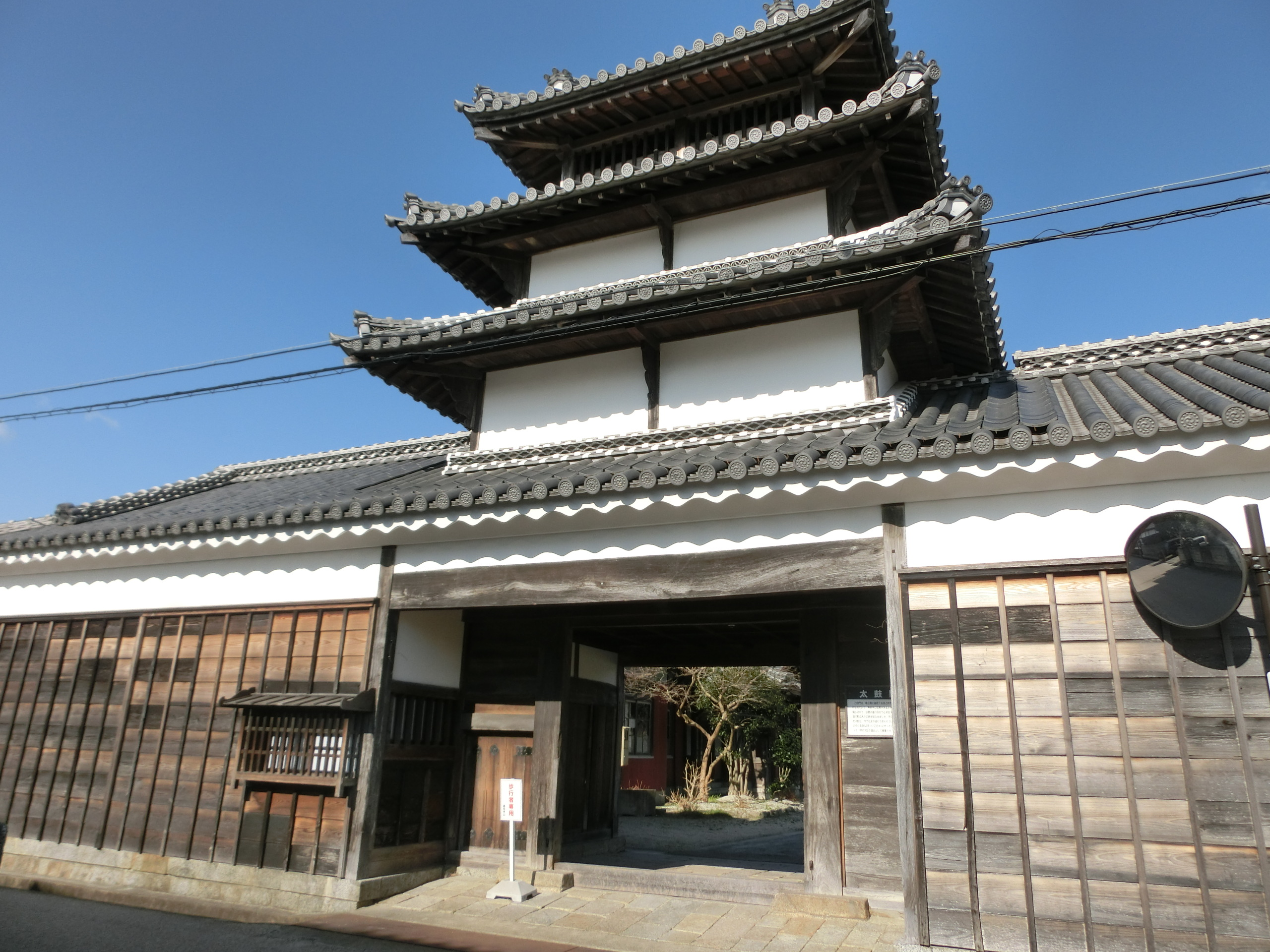
혼잔 센주지 타이코몬

## 같이 보기
- 일본의 국보 목록 (서적: 기타)
- 일본의 사적 목록 (도치기현)

## 내용주
1. ↑  専修寺 御影堂. 《Cultural Heritage Online》 (일본어). Agency for Cultural Affairs. 2020년 5월 25일에 확인함.
2. 1 2  親鸞聖人と専修寺 [신란 성인과 센주지] (일본어). Senju-ji Hon-ji. 2017년 12월 9일에 확인함.
3. 1 2  Mōri, Ichirō. 専修寺－信仰と歴史と文化 [센주지 – 신앙, 문화, 역사] (일본어). Mie Prefectural Art Museum. 2017년 12월 9일에 확인함.
4. ↑  専修寺境内. 《Cultural Heritage Online》 (일본어). Agency for Cultural Affairs. 2020년 5월 25일에 확인함.
5. ↑  専修寺 如来堂. 《Cultural Heritage Online》 (일본어). Agency for Cultural Affairs. 2020년 5월 25일에 확인함.
6. ↑  専修寺 楼門. 《Cultural Heritage Online》 (일본어). Agency for Cultural Affairs. 2020년 5월 25일에 확인함.
7. ↑  専修寺 総門. 《Cultural Heritage Online》 (일본어). Agency for Cultural Affairs. 2020년 5월 25일에 확인함.
8. ↑  高田本山 専修寺の歩み [다카다 혼잔 센주지의 발자취] (일본어). Senju-ji Honzan. 2017년 12월 9일에 확인함.
9. ↑  宝物のご紹介 [사찰 보물 소개] (일본어). Senju-ji Honzan. 2017년 12월 9일에 확인함.
10. ↑  西方指南抄 [서방시남초] (일본어). 미에현. 2011년 7월 22일에 원본 문서에서 보존된 문서.